# Kon K'tu
 (août 2016).

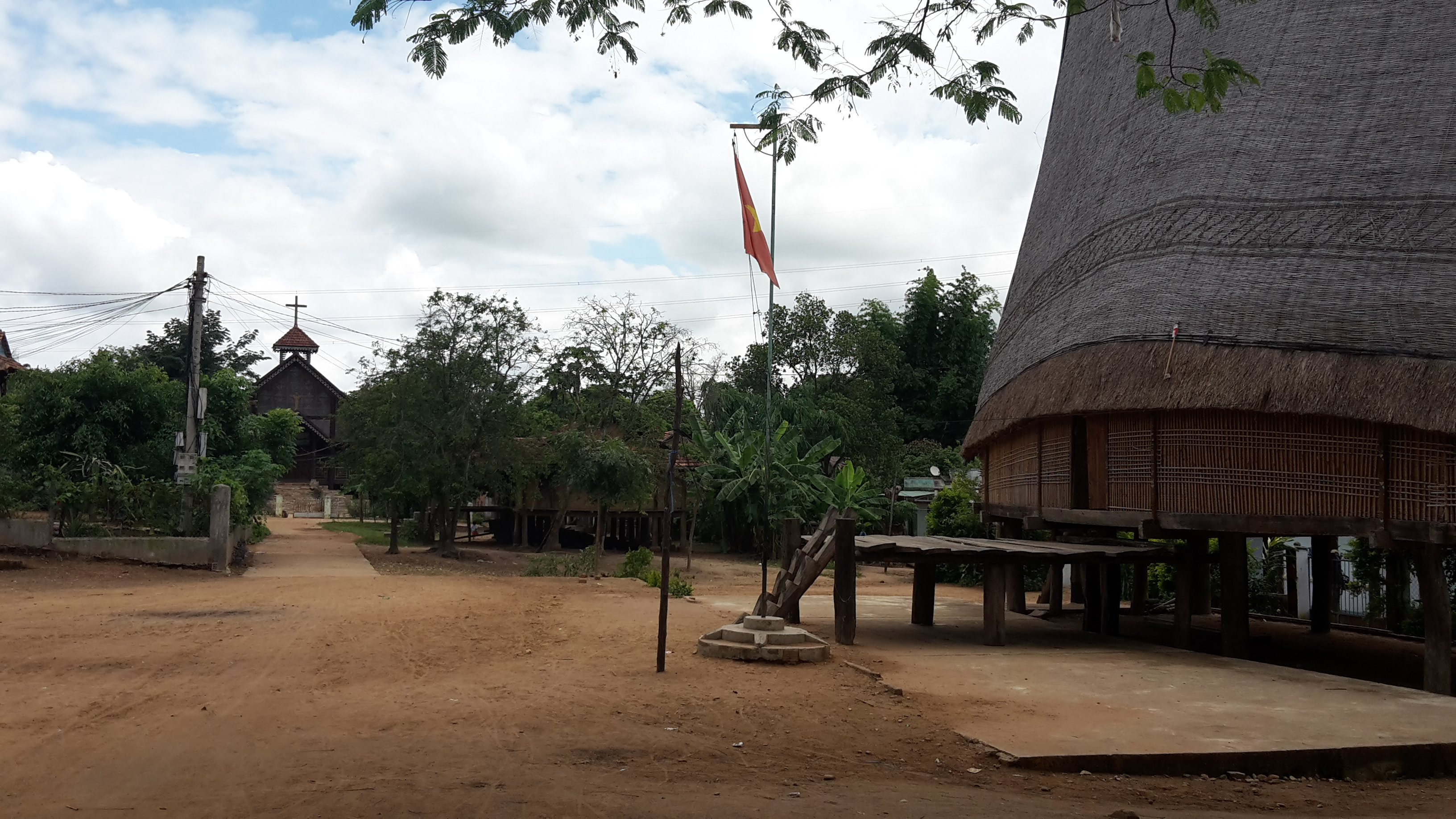
Centre de Kon K'tu, avec un rong (maison commune) et une église

Kon K'tu est un village Bahnar situé a 6 km au sud-est de Kon Tum au Vietnam.